# Pricedown

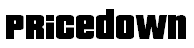

Pricedown es una fuente tipográfica diseñada por Ray Larabie en 1998 basado en el logo identificativo de una serie de televisión: Price is Right. Esta fuente es reconocida por ser usada en la serie de videojuegos titulada Grand Theft Auto.
Además es la fuente del logotipo de un programa transmitido por Azteca, Joserra presenta.
- Datos: Q6085808